# Georges Ribemont-Dessaignes
Georges Ribemont-Dessaignes (1884-1974), escriptor, poeta, dramaturg, pintor francès, és al voltant de 1915, juntament amb Marcel Duchamp i Francis Picabia, un dels pioners en el París de l'esperit que el 1916 a Zúric, Tristan Tzara anomenat " Dadaisme".
Des del 1920, va participar en totes les activitats del moviment dadaista i es va dir d'ell que havia escrit "l'únic teatre dada, l'única música dada", anticipant-se en aquestes dues àrees en el desenvolupament posterior dels temes de l'absurd i l'ús de l'atzar. S'uneix a la del surrealisme, però trenca amb André Breton, el 1929.